# Musée royal de l'Alberta
Le Musée royal de l'Alberta (en anglais, le Royal Alberta Museum), anciennement le Musée provincial de l'Alberta (Provincial Museum of Alberta), est un musée d'histoire naturelle et d'anthropologie.
Situé à Glenora, Edmonton (en) (un quartier résidentiel d'Edmonton, en Alberta), il a été fermé le 7 décembre 2015 en vue de sa relocalisation. Le nouveau bâtiment a ouvert ses portes le 3 octobre 2018
.
Avant sa fermeture, le musée présentait des expositions sur l'histoire naturelle, la faune, l'entomologie, et la culture amérindienne. Outre sa collection d'insectes, le musée possède également une collection pour sa section d'arachnologie. Le Musée accueille aussi diverses expositions itinérantes ainsi que des expositions créées par les conservateurs.

## Histoire
La planification de la construction du musée par le gouvernement de l'Alberta et le gouvernement fédéral canadien a débuté en 1950 en vue des célébrations du Centenaire du Canada.
En 1962, Raymond O. Harrison, un architecte australien qui avait été impliqué dans la conception du Musée maritime de Vancouver fut embauché pour diriger la construction du musée,.
Le musée ouvrit ses portes le 6 décembre 1967 connut à l'époque sous le nom de Musée provincial de l'Alberta. Le musée fut agrandi dans les années 1960 et 1970. En 1969 y fut présenté un diorama sur l'Antilope d'Amérique, premières des seize sections prévues présentant l'habitat naturel de l'Alberta.
En 1991, furent ajoutés trois nouveaux dioramas et en 1992, une exposition temporaire appelé "The Room Bug" (la chambre d'insectes), présentant des insectes vivants connut un tel succès que le Musée décida d'en faire une exposition permanente l'année suivante. Une nouvelle galerie des sciences de la Terre apparue en décembre 1993 pour être achevée au mois de mai suivant. En novembre 1997 fut inaugurée la galerie Syncrude.  Cette galerie a ensuite été complétée par un achat important chez Sotheby's aux enchères le 8 mai 2006 de la collection James Carnegie, l'un des plus importants objets de la culture autochtone d'Amérique du Nord.

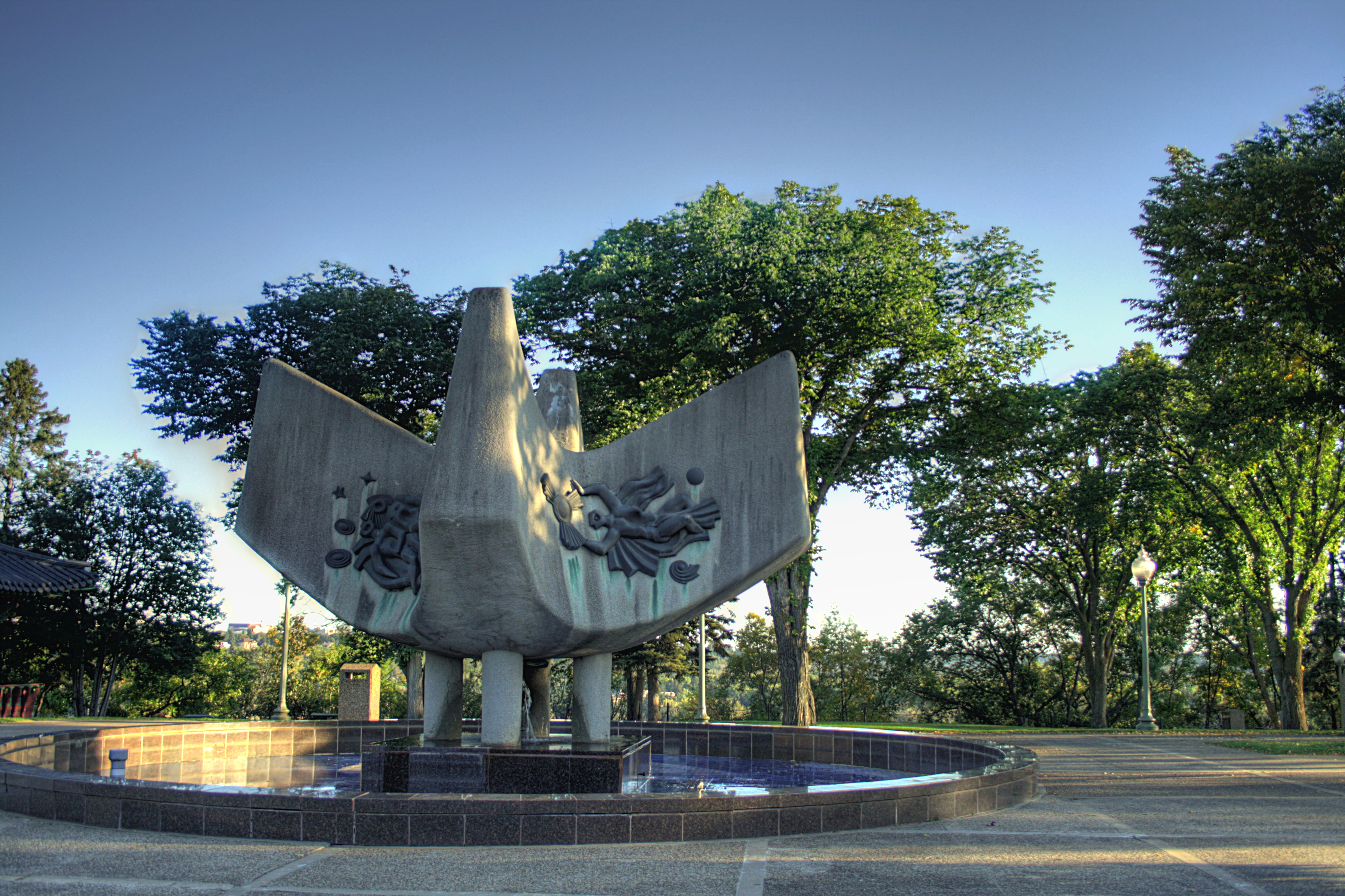
La Fontaine du Musée royal de l'Alberta

En 2003, on apporta d'importantes rénovation à la Galerie Habitat  afin de pouvoir y présenter "Wild Alberta", une nouvelle exposition interactive. 
Maison du gouvernement, sur les anciens terrains du Musée royal de l'Alberta à Glenora
Government House , sur les anciens terrains du Musée royal de l' Alberta à Glenora
De 1989 à 2001, pas moins de 175 expositions itinérantes furent présentées notamment: Prehistorics Gigantics (Préhistoriques et gigantesques - 1990), Whales! Bigger than Dinosaurs (Les baleines! plus grandes que les dinosaures - 1992), Sharks: Facts and Fantasy (Requins: faits et fantaisie - 1993), Masters of the Night: The True Story of Bats (Maîtres de la nuit: la véritable histoire des chauves-souris - 1994), Camosaurs! (Camosaures - 1995),   Bugsworld  (Le monde des insectes - 1996), Genghis Khan (1997), Syria-Land of Civilizations (Syrie - terre de civilisations - 2001) et Wildlife Photographer of the Year (concours de photographie international, photographe animalier de l'année - 2003).
Le 24 mai 2005, la reine Élisabeth II visita le musée et, à cette occasion, accorda la désignation de "royal" à l'établissement.

## Publications
- Susan Berry et Jack Brink: Aboriginal Cultures in Alberta: Five Hundred Generations: The Provincial Museum of Alberta, Edmonton, Syncrude, 2004